# José Luis Blanco
José Luis Blanco Quevedo (Lloret de Mar, 3 giugno 1975) è un ex siepista spagnolo.

## Palmarès
| Anno | Manifestazione          | Sede       | Evento       | Risultato | Prestazione | Note |
| ---- | ----------------------- | ---------- | ------------ | --------- | ----------- | ---- |
| 1994 | Mondiali juniores       | Lisbona    | 3000 m siepi | 6º        | 8'39"85     |      |
| 1997 | Europei under 23        | Turku      | 3000 m siepi | 6º        | 8'42"86     |      |
| 2001 | Giochi del Mediterraneo | Radès      | 3000 m piani | Argento   | 8'34"94     |      |
| 2003 | Mondiali                | Parigi     | 3000 m siepi | 8º        | 8'17"16     |      |
| 2005 | Mondiali                | Helsinki   | 3000 m siepi | 14º       | 8'24"62     |      |
| 2006 | Europei                 | Göteborg   | 3000 m siepi | Argento   | 8'26"22     |      |
| 2007 | Mondiali                | Osaka      | 3000 m siepi | Finale    | dq          |      |
| 2009 | Giochi del Mediterraneo | Pescara    | 3000 m piani | 6º        | 8'34"54     |      |
| 2009 | Mondiali                | Berlino    | 3000 m siepi | Batteria  | 8'27"41     |      |
| 2010 | Europei                 | Barcellona | 3000 m siepi | dq        | dq          |      |